# Sainte-Radegonde, Aveyron
 Sainte-Radegonde  là một xã ở tỉnh Aveyron, thuộc vùng Occitanie ở miền nam nước Pháp.